# كركي أزرق
الرَّوَّاد أو رَهُو الجنة أو الكركي الأزرق هو طائر ينتمي إلى الفصيلة الكركية، وهو الطائر الوطني لجنوب إفريقيا.

## الوصف
و طويل القامة ولكن صغير نسبيا فيبلغ حجمه حوالي 100-120 سم مع جناحين من 180-200 سم ويزن 3,6 حتى 6,2 كلغ . هو شاحب اللون أزرق رمادي، الريش هو أخف وزنا وله رأس كبير نسبيا والعنق رقيقة نسبيا. وليس أعمدة الجناح طويلة.

## الموطن
تتواجد الرافعات الزرقاء في المرتفعات العشبية الجافة، والتلال والوديان، والسهول مع عدد قليل من الأشجار المتناثرة. انهم يفضلون المناطق التي يمكنهم الوصول إليها كل من المرتفعات والأراضي الرطبة، على الرغم من أنها تتغذى بالكامل تقريبا في المناطق الجافة .

## السلوك
هم من المهاجرين على ارتفاعات تبلغ حوالي 1300 إلى 2000 متر للتعشيش والتحرك وصولا إلى ارتفاعات أقل لفصل الشتاء. على الرغم من أنها يمكن أن تجول في المناطق الزراعية كما انها تعيش في جماعات وهي عدوانية بلا هوادة لمختلف الحيوانات الأخرى خلال موسم التعشيش، والهجوم على الأنواع غير المفترسة مثل الأبقار، السلاحف، الزقزاق، وحتى العصافير . وهاجم البشر أيضا.

## التغذية
تتغذى بالقرب من المناطق الرطبة. ويتألف معظم غذائها من الأعشاب . بل هي أيضا تتغذى على العديد من الحشرات الكبيرة مثل الجنادب والحيوانات الصغيرة مثل سرطان البحر، القواقع والضفادع الصغيرة والسحالي والثعابين.

## التزاوج والتكاثر
فترة التكاثر الموسمية يجري تسجيلها بين شهري أكتوبر ومارس. وتضع الانثى بيضتان ونادرا ما تضع 3 بيضات ويتناوب الزوجان على احتضان البيض وتكون مرحلة الحضانة حوالي 30 يوما. وتصبح قادرة على المشي بعد يومين ويمكن أن تسبح بشكل جيد بعد ذلك بوقت قصير وتصبح مكتملة بعد 3-5 أشهر ويتم إطعامهم في المقام الأول من قبل أمهاتهم.

## الحفظ
تصنف هذه الطيور على أنها مهددة بالانقراض ويرجع السبب الأول لهذا التهديد التوسع العمراني للإنسان وتحويل المراعي إلى مزارع للأشجار مما اضر بمواطن عيش هذه الطيور كما تتعرض هذه الطيور إلى التسمم الناتج عن استعمال المبيدات لحماية المحاصيل الزراعية.

## معرض الصور

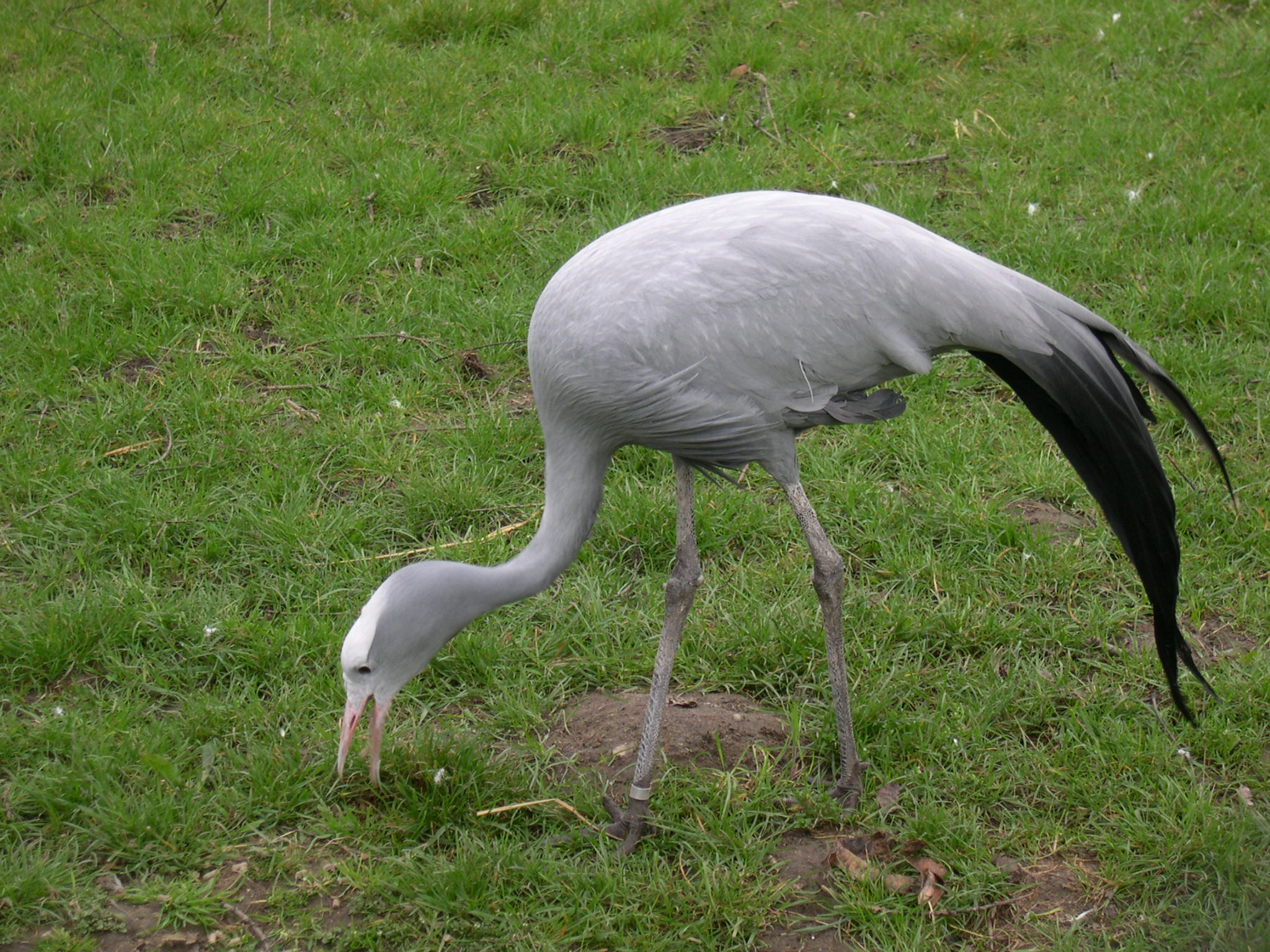
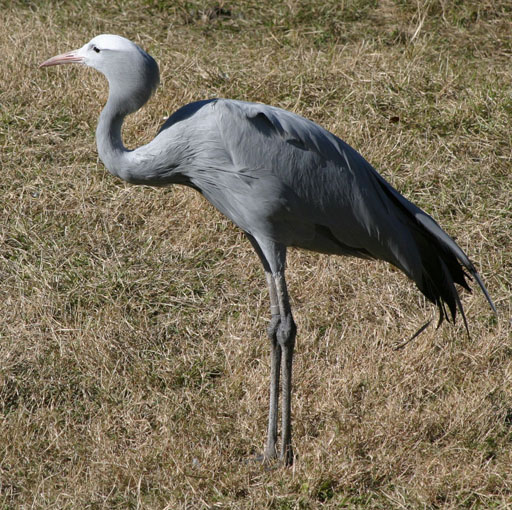
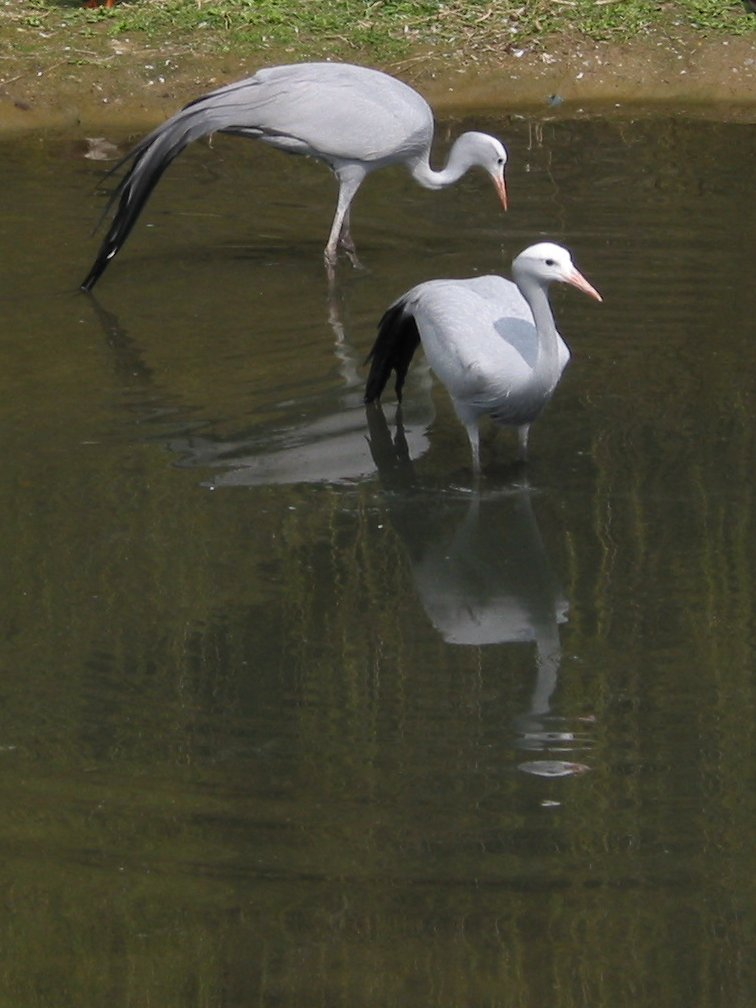
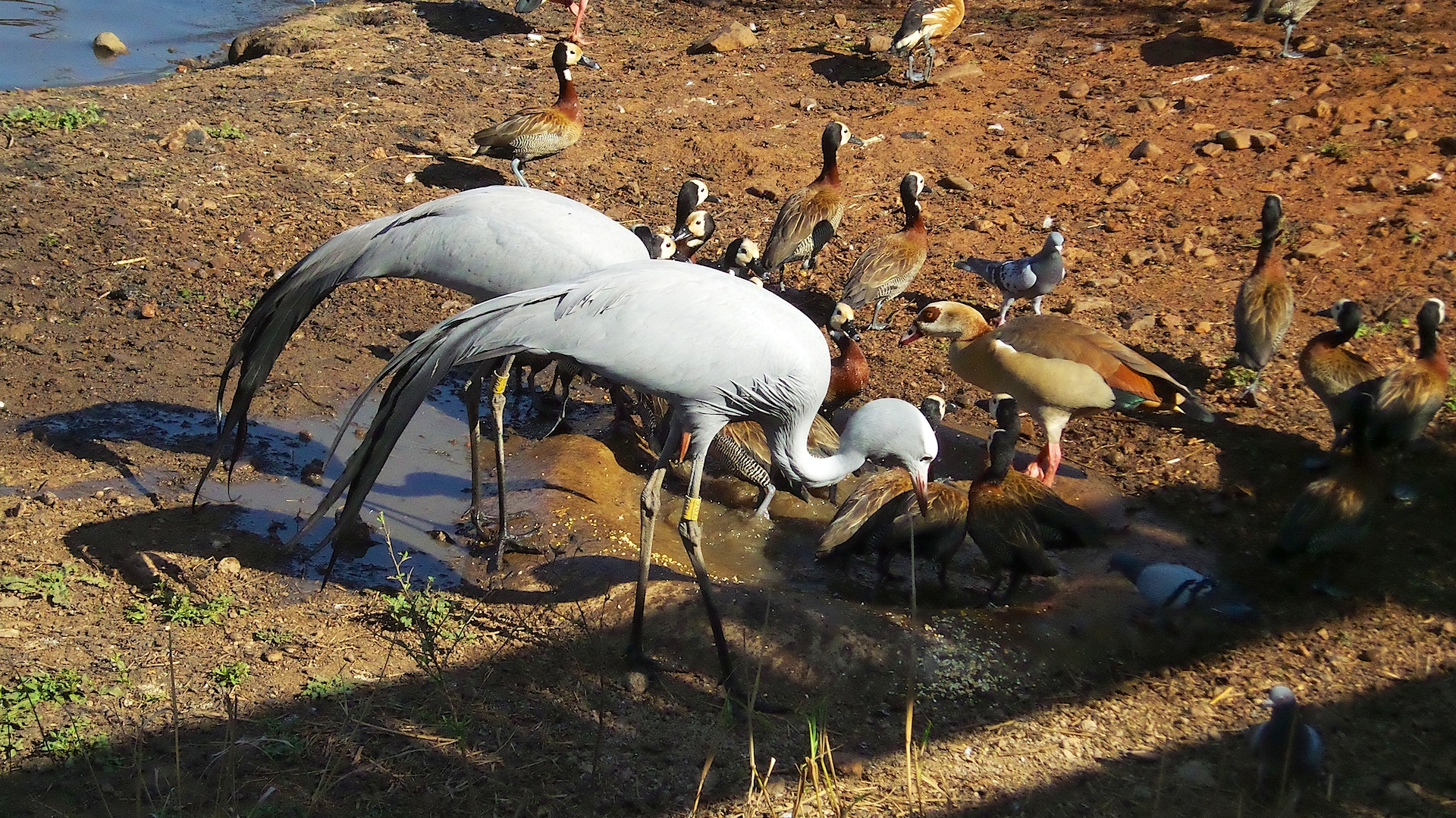
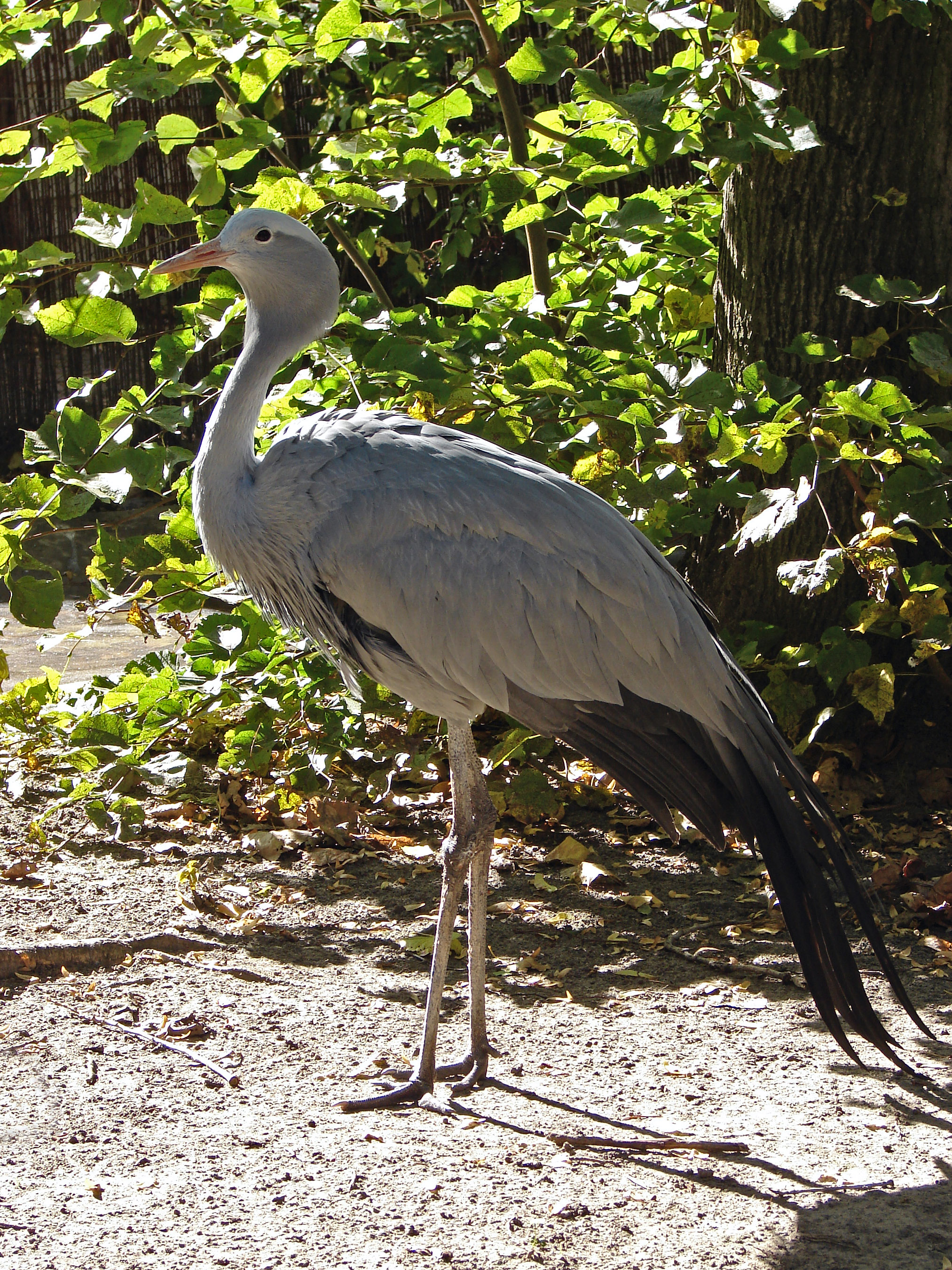
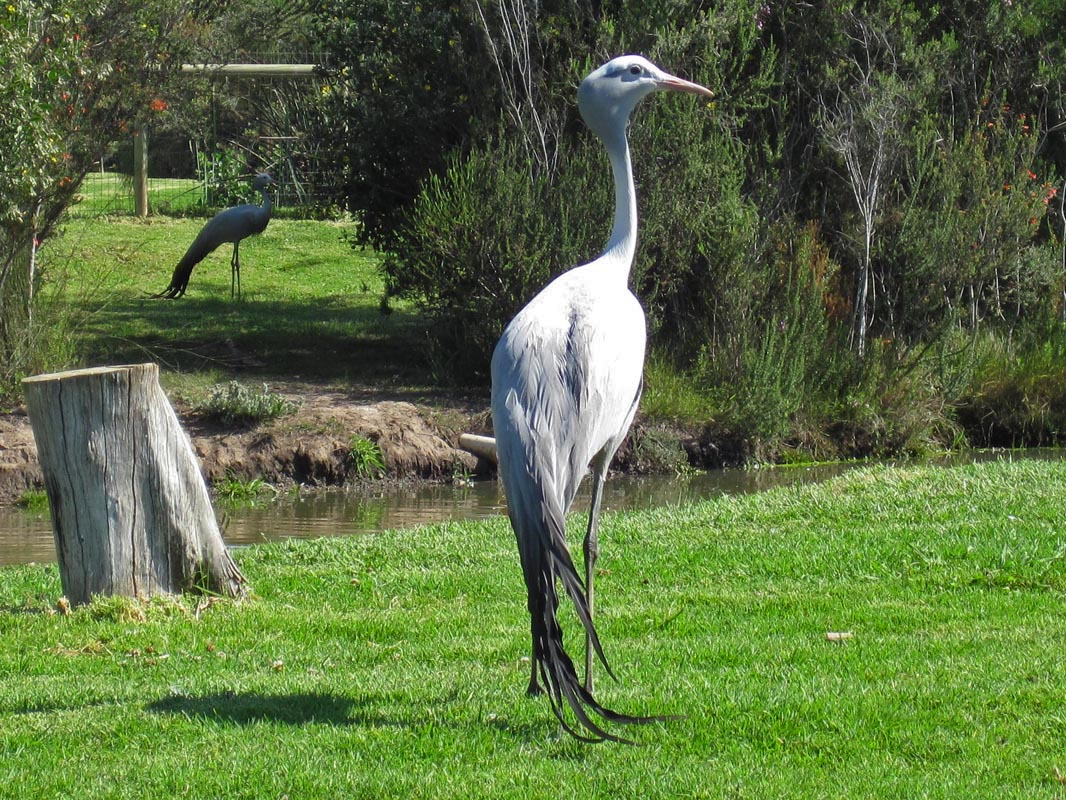